# メリセルト
『メリセルト』（仏語原題：  Mélicerte   ）は、モリエールの戯曲。1666年発表。サン＝ジェルマン＝アン＝レー城にて同年12月2日初演。現存するモリエールの戯曲のうち、唯一の未完作品。

## 登場人物
- アカント…ダフネに恋する男
- ティレーヌ…エロクセーヌに恋する男
- ダフネ…羊飼いの娘、ニンフ
- エロクセーヌ…〃
- リカルシス…羊飼い、ミルティルの父親と考えられている
- ミルティル…メリセルトに恋する男
- メリセルト…ニンフ。羊飼いの娘。ミルティルに恋している
- コリンヌ…メリセルトの相談相手
- ニカンドル…羊飼い
- モプス…羊飼い、メリセルトの伯父と思われている

## あらすじ
舞台はテッサリア、甘美なテンピ渓谷。

### 第1幕
アカントとティレーヌは、それぞれ恋するダフネとエロクセーヌ(＝ニンフ)に恋をささやくが、相手にしてもらえない。彼女たちはお互いにミルティルに恋をしているのだった。恋敵であることが判明した2人は、リカルシスに恋を打ち明け、ミルティル自身に決着をつけてもらうことにした。と、そこへリカルシスらがやってきた。リカルシスは「この渓谷に国王一行がやってきたのを見た、今日はこの森に来るんだぞ」と言って騒いでいる。そのリカルシスにニンフたちはミルティルへの恋を打ち明け、ミルティル自身に決着をつけさせることを承諾してもらった。ところがミルティルは、ニンフのどちらも選ばなかった。彼は彼で、メリセルトに恋をしているのだった。

### 第2幕
ニンフたちがリカルシスを巻き込んで、ミルティルに恋を打ち明けたことを知って、動揺するメリセルト。彼女もミルティルに恋をしていたが、ニンフたちの方が身分が高いので、自分の不利を悟って不安になっている。そこへミルティルがやってきた。メリセルトが落ち込んでいるのを見て、心配するミルティルであったが、彼女が自分の結婚話で悩んでいることを知って、自分の愛の強さをメリセルトの前で神に誓うのだった。ところがその誓いの場面を、リカルシスが見ていた。リカルシスははじめは彼らの恋に反対していたが、ミルティルの情のこもった訴えにほだされて、認めざるを得なくなった。恋を認めてもらったことを嬉しく思い、メリセルトを探しに行くミルティルであったが、メリセルトの姿が見えない。ニカンドルによれば、国王が彼女を大貴族と結婚させるために、連れて行ったという。後を追うミルティルたちであった。
※先述したように未完作品のため、ここで終了している。1682年に刊行されたモリエール全集には「国王陛下がこの喜劇を観たいと仰ったときには、ここまでしか出来ていなかったが、陛下が上演するにはここまでで十分だと判断されたため、モリエールとしてもこれ以上手を加えなかった」とある。

## 成立過程
1666年、モリエールは「いやいやながら医者にされ」を書き上げ、大成功を収めて、彼の劇団はパリ市民たちの心を捉えていた。しかしその成功の余韻に浸る間もなく、国王ルイ14世によって、詩人バンスラードの指揮の下、サン＝ジェルマン＝アン＝レー城にて祭典「詩神の舞踊劇(Ballet des Muses)」が催されることとなり、彼の劇団もこれに招かれて出演することとなった。この祭典はバンスラードが13の場面からなるオペラを書くために、モリエール劇団やブルゴーニュ劇場、イタリア劇団の俳優たち、それにジャン＝バティスト・リュリなどの音楽家や舞踊家が協力することで完成するという体をとっており、舞踊にはルイ14世をはじめとして、ルイーズ・ド・ラ・ヴァリエールやモンテスパン侯爵夫人フランソワーズ・アテナイスが参加した。
この祭典は1666年12月2日から1667年2月19日まで行われ、モリエールはこの祭典のために3作品制作しなければならなかった。本作はその第1作目であるが、祭典において数回踊られたきり、次作の『パストラル・コミック』に差し替えられた。パリ市民向けに上演されることもなく、出版されることもなかったため、モリエールの生前には日の目を見ることなく埋没していった。この作品が世間に知られることになったのは、1682年に刊行された『モリエール全集』に採録されてのことである。

## 解説
マドレーヌ・ド・スキュデリーの『グラン・シリュス』に題材を得ている。よって、未完成ながらその大筋を推測することが可能である。本作は国王がメリセルトを探しに来る場面、つまりメリセルトが王女であると仄めかす場面で終わっているが、この後、メリセルトとミルティルの身分違いの恋というテーマが浮かび上がり、そのミルティルも王子であることが判明し、めでたく結婚となるものと考えられる。
この作品は17世紀前半までヨーロッパで大流行していた牧歌劇の特徴を有している。羊飼い(とされる)の若い男女が登場する点、彼らの愛のもつれ、身分違いの恋、卑しい身分と思われていた主人公が実は高貴な身分だったと判明する点など、これらはすべて牧歌劇の特徴である。

## 日本語訳
- 『メリセルト －田園悲壯劇－』川島順平訳、（モリエール全集 第二卷 所収）、中央公論社、1934年